# Prix Cardinal-Grente
Le prix du cardinal Grente est un prix biennal créé en 1945 par l'Académie française. Il récompense l’œuvre d’un membre du clergé catholique français, séculier ou régulier.
Il doit son nom au cardinal Georges Grente.

## Liste des lauréats
Le tableau ci-dessous présente les lauréats du Prix du Cardinal-Grente :
| Année | Lauréats                    | Œuvre                                                                                     |
| ----- | --------------------------- | ----------------------------------------------------------------------------------------- |
| 1948  | Fleury Lavallée             | -                                                                                         |
| 1950  | Mgr Loutil                  | Ensemble de son œuvre.                                                                    |
| 1952  | Francis Trochu              | Ensemble de son œuvre.                                                                    |
| 1954  | Francis Vincent             | Ensemble de son œuvre.                                                                    |
| 1957  | Pierre Fernessole           | Ensemble de ses travaux.                                                                  |
| 1959  | François Amiot              | La vie de Notre-Seigneur Jésus-Christ                                                     |
| 1961  | François Gaquère            | Ensemble de son œuvre.                                                                    |
| 1963  | Abbé Cognet                 | Ensemble de son œuvre.                                                                    |
| 1965  | Mgr Pichard                 | Ensemble de son œuvre.                                                                    |
| 1966  | Gabrielle Baron             | Marcel Jousse                                                                             |
| 1967  | Norbert Calmèls             | La vie du Concile                                                                         |
| 1969  | Norbert Calmèls             | Concile et vies consacrées                                                                |
| 1971  | Charles Molette             | Albert de Mun                                                                             |
| 1973  | Marcel Heidsieck            | Vie de Charles Heidsieck                                                                  |
| 1974  | Georges Couarraze           | Lombez, évêché rural                                                                      |
| 1977  | Paul Vigneron               | Histoire des crises du clergé français contemporain                                       |
| 1979  | René Laurentin              | Vie de Bernadette                                                                         |
| 1981  | Paul Poupard                | Ensemble de son œuvre.                                                                    |
| 1983  | Bernard Bro                 | Ensemble de son œuvre.                                                                    |
| 1985  | Lucien Guissard             | Ensemble de son œuvre.                                                                    |
| 1987  | Bernard Jacqueline          | Publication intégrale des œuvres spirituelles du Père Charles de Foucauld.                |
| 1989  | Guy Gaucher                 | Édition critique des Œuvres complètes, de Sainte Thérèse de l’Enfant Jésus.               |
| 1991  | Georges Décogné             | Lettre aux passants                                                                       |
| 1993  | Charles Molette             | Ensemble de son œuvre.                                                                    |
| 1995  | Jean-Pierre Jossua          | Pour une histoire religieuse de l’expérience littéraire                                   |
| 1997  | Claude Dagens               | Proposer la foi dans la société actuelle                                                  |
| 1999  | Louis Bouyer                | Ensemble de son œuvre.                                                                    |
| 2001  | Xavier Tilliette            | Les philosophes lisent la Bible et pour l'ensemble de son œuvre.                          |
| 2005  | Jean Mambrino               | Ensemble de son œuvre poétique.                                                           |
| 2007  | Dominique-Marie Dauzet      | La mystique bien tempérée : Écriture féminine de l'expérience spirituelle XIXe-XXe siècle |
| 2009  | Joseph Doré                 | Ensemble de son œuvre.                                                                    |
| 2011  | Bernard Sesboüé             | Ensemble de son œuvre.                                                                    |
| 2013  | Gustave Martelet            | Ensemble de son œuvre.                                                                    |
| 2015  | Joseph Moingt               | Ensemble de son œuvre.                                                                    |
| 2017  | Jean-Robert Armogathe       | Ensemble de son œuvre.                                                                    |
| 2019  | Jean-Yves Lacoste           | Ensemble de son œuvre.                                                                    |
| 2021  | Philippe Capelle-Dumont     | Ensemble de son œuvre.                                                                    |
| 2023  | Michel Fédou                | Ensemble de son œuvre.                                                                    |
| 2025  | Thierry-Dominique Humbrecht | Ensemble de son oeuvre.                                                                   |